# 薩姆納山
薩姆納山（英語：Mount Sumner），是南極洲的山峰，位於帕爾默地，屬於勒爾山脈的一部分，美國地質調查局根據測量和美國海軍拍攝的空中照片繪入地圖，現時由南極條約體系管理。